# Gemeenschapsgerichte politiezorg
De gemeenschapsgerichte politiezorg (community oriented policing) vormt in België het basismodel dat het politiefunctioneren stuurt. Deze denkwijze werd geïmplementeerd na de Belgische politiehervorming eind jaren 90 en kwam er als reactie op het falen van het traditionele crimefighters-model en het gebrek aan legitimiteit van de politie.
De Belgische interpretatie van de gemeenschapsgerichte politiezorg is gebaseerd op vijf essentiële pijlers:
- 1 externe oriëntering: De politie staat niet tegenover de samenleving, maar er middenin. Ze kent en begrijpt de maatschappelijke situatie en evolutie. Juist door die integratie is ze zich snel en volledig bewust van wat < leeft en speelt > qua veiligheid en leefbaarheid in de samenleving en daardoor kan ze hierop tijdig en gepast inspelen, ja zelfs anticiperen.
- 2 probleemoplossend werken: Deze pijler verwijst naar de identificatie en analyse van de mogelijke oorzaken van criminaliteit en van conflicten in de gemeenschap(pen). De politie treedt niet alleen op bij bestaande of gemelde problemen, en ze wacht zeker niet tot die problemen uit de hand lopen. Via een permanente follow-up, identificatie en analyse van de onveilige situatie probeert ze de problemen tijdig te onderkennen, ze zoveel mogelijke te voorzien en erop te anticiperen.
- 3 partnerschap: Dit verwijst naar het bewustzijn van de politie dat ze niet alleen verantwoordelijk is - en ook niet wil zijn - voor de veiligheid en leefbaarheid. De veiligheidszorg wordt een ketenbenadering waarin elke partner een schakel vormt in een globale en geïntegreerde benadering.
- 4 rekenschap afleggen: De pijler verantwoording vereist het opzetten van mechanismen waardoor de politie rekenschap kan afleggen over de antwoorden die ze formuleerde op de vragen en de noden van de gemeenschappen die ze dient.
- 5 bekwame betrokkenheid: Dit betekent dat er zowel voor de politiemensen als voor de diverse bevolkingsgroepen mogelijkheden moeten worden gecreëerd om gezamenlijk problemen van veiligheid en leefbaarheid aan te pakken, diensten te verlenen en orde en veiligheid te creëren. Empowerment impliceert onder meer dat politiemensen, samen met hun partners en de bevolking, kritisch nadenken over hun eigen taken en over de wijze waarop die taken worden uitgevoerd[2].